# Resta qui
Resta qui è una canzone di Andrea Bocelli, contenuta nell'album del 2001 Cieli di Toscana, edito dalla Sugar. Musica di Matteo Musumeci, con il testo di Andrea Bocelli, è stato prodotto ed arrangiato da Mauro Malavasi.

Il brano è risultato essere il vincitore del I Concorso Internazionale Premio Composizione indetto da Caterina Caselli.

## Formazione
- Andrea Bocelli – voce, cori
- Mauro Malavasi – pianoforte, tastiera, percussioni, arrangiamento

Produzione
- Mauro Malavasi – missaggio, mastering